# Camillo Karl Schneider
Camillo Karl Schneider (7 de abril de 1876, Gröppendorf, Wermsdorf, Sachsen; - 5 de enero de 1951, Berlín) fue un botánico y arquitecto paisajista austríaco. Hijo de granjeros, nace en Gröppendorf, Sajonia, trabajando de jardinero en Zeitz, Dresde, Berlín, y en Greifswald. Retorna a Berlín para trabajar en el Departamento de Parques Municipales, y asiste en trabajos editoriales para el periódico Gartenwelt, que le consigue un puesto de asistente paisajista en Darmstadt y en Berlín.
En 1900, se traslada a Viena, desarrollándose como arquitecto y escritor, viajando extensamente por Europa.
En 1904, publica su primera obra, incluyendo el comienzo del tomo Manual Ilustrado de Árboles de hojas anchas, que completa en 1912. Sin embargo, el manuscrito de lo que sería su magnum opus, un estudio del género botánico Berberis, fue destruido en una incursión de bombardeo sobre Berlín en 1943.
En 1913, financiado por la "Austro-Hungarian Dendrological Society", viaja a China coleccionando plantas y semillas para el jardín botánico de Pruhonitz. Deja China vía Shanghái en 1915, yendo a Boston donde trabaja en el "Arnold Arboretum" de la Universidad Harvard, con Charles Sprague Sargent, Alfred Rehder y con Ernest Henry Wilson hasta 1919, cuando vuelve a Viena. Dos años después, se va a Berlín a trabajar en el nuevo periódico Gartenschönheit, hasta 1942 que desaparece. Y pasa a su sucesor, Gartenbau im Reich, aunque también continúa con la profesión de arquitecto paisajista, rediseñando jardines y parques en el "nuevo reich". Empobrecido a consecuencias de la guerra, se ve obligado a continuar trabajando ya anciano; su último libro Hecken im Garten (Setos de Jardín) lo publica a sus 76 años, en 1950.

## Otras publicaciones
- 1902. Lehrbuch der vergleichenden Histologie der Tiere. Gustav Fischer Verlag, Jena doi:10.5962/bhl.title.1673
- 1903. Gärtnerische Vermessungskunde umfassend geometrisches Zeichnen, Berechnungen, Feldmessen, Nivellieren und Planzeichnen: eine Anleitung zum Gebrauch für den Selbstunterricht und für gärtnerische Lehranstalten. Ed. Schmidt. 168 pp.
- 1903. Dendrologische Winterstudien. Ed. G. Fischer. 290 pp.
- 1904. Handbuch der Laubholzkunde: Charakteristik der in Mitteleuropa heimischen und im Freien angepflanzten angiospermen Gehölz-Arten und Formen mit Ausschluß der Bambuseen und Kakteen. Ed. Fischer. 592 pp.
- Illustriertes Handworterbuch der Botanik. 690 pp.
- ---------, karl Linsbauer. 1917. Illustriertes Handwörterbuch der Botanik. Ed. W. Engelmann. 824 pp.
- 1905. Die Gattung "Berberis". Vorarbeiten für eine Monographie., Ginebra, Bull.Herb.Boissier. Sér. 2, enero 1905. T. V., pp. 33 sq
- 1922. Unsere Freiland-Laubgehölze; Anzucht, Pflege und Verwendung aller Bekannten in Mitteleuropa im freien kulturfähigen Laubgehölze. 2ª ed. Hölder-Pichler-Tempsky, Viena doi:10.5962/bhl.title.32616
- 1923. Unsere Freiland-Nadelhölzer; Anzucht, Pflege und Verwendung aller bekannten in Mitteleuropa im freien Kulturfähigen Nadelhölzer mit Einschluss von Ginkgo und Ephedra. 2.ª ed. Hölder-Pichler-Tempsky, Viena doi:10.5962/bhl.title.45862
- 1924. Das rosenbuch. Vol. 2 de Bücher der gartenschönheit. Ed. Gartenschönhei. 136 pp. Con Wilhelm Mütze
- 1951. Einjahrsblumen für den Kleingarten. Ed. Gartenverlag. 96 pp.
- 2009. Illustriertes Handbuch Der Laubholzkunde: Charakteristik Der in Mitteleuropa Heimischen Und Im Freie. Ed. BiblioBazaar. 148 pp. ISBN 1-113-12816-X En línea

## Honores

### Eponimia
- (Fabaceae) Caragana camilli-schneideri Kom.[1]

- (Rosaceae) Cotoneaster camilli-schneideri Pojark.[2]

- (Rosaceae) Cotoneaster bullatus Bois var. camilli-schneideri (Pojark.) L.T.Lu[3]

- La abreviatura «C. K. Schneid.» se emplea para indicar a Camillo Karl Schneider como autoridad en la descripción y clasificación científica de los vegetales.[4]